# Господиня (роман)
«Господиня» — любовно-фантастичний роман американської письменниці Стефені Маєр, написаний, за словами самої письменниці, «для тих, хто не любить читати фантастики». Книжка була опублікована у 2008 році. Перший наклад становив 750 тисяч примірників. Роман розповідає про інопланетну істоту, на ім'я Вандрівниця, яка оселяється в голові землянки Мелані Страйдер і закохується спершу в коханого Мелані Джареда, а потім в іншого чоловіка — мешканця підземного людського сховку Іяна. Роман має супроводжуватися сиквелами «Душа» та «Шукачка». 26 тижнів роман тримався на першому місці в переліку бестселерів за версією «Нью-Йорк Таймз», а також 36 тижнів — у переліку бестселерів за версією «Лос-Анджелес Таймз». 
Український переклад роману здійснило видавництво Країна мрій.

## Анотація
Всесвітньовідома авторка «Сутінкової саги» виступила у новому амплуа: науково-фантастичний трилер «Господиня» не залишить байдужими ні прихильників фантастики, ні любителів мелодрами. Землю окупували прибульці — не з метою знищити людство, а навпаки — позбавити його воєн, хвороб, нещасть. Оселяючись у головах землян, прибульці змінюють світ. От тільки чомусь частина людства, а з нею — і Мелані Страйдер, воліє повернути собі стару добру землю з усіма її тягарями й неприємностями. І коли в голові Мелані оселяється чужопланетна істота, на ім'я Вандрівниця, ще не відомо, хто переможе в боротьбі двох душ...

## Персонажі
- Вандрівниця, Ванда (англ. Wanderer) — душа, головна героїня роману. Оповідь ведеться від її особи. Вона побувала на 9 планетах, за що її й назвали Вандрівницею. На землі люди скоротили її ім'я до Ванди (англ. Wanda).
- Мелані «Мел» Страйдер (англ. Melanie "Mel" Stryder) — носителька Вандрівниці, себто господиня, яка передає Вандрівниці своє кохання до Джареда.
- Джаред Гоу (англ. Jared Howe) — коханий Мелані.
- Іян О’Шей (англ. Ian O'Shea) — коханий Вандрівниці.
- Джеймі Страйдер (англ. Jamie Stryder) — рідний брат Мелані.
- Джеб (англ. Jeb) — дядько Мелані та Джеймі, засновник підземного людського сховку.
- Кайл О’Шей (англ. Cyle O'Shea) — рідний брат Іяна. Головний ворог Вандрівниці.
- Док (англ. Doc) — лікар, який намагався вирізати з тіл людей вживлених туди душ. Саме через це Вандрівниця спершу його боялася.

## Нагороди та номінації
- Бестселер № 1 (New York Times)
- Бестселер № 1 (Los Angeles Times)

## Кіноадаптація
- Гостя, (2013)